# Damernas lagtävling i konstsim vid olympiska sommarspelen 2008
Damernas lagtävling i konstsim vid olympiska sommarspelen 2008 i Peking, Kina, avgjordes vid Pekings Nationella simstadion mellan den 18 och 23 augusti 2008. Ryssland vann tävlingen.

## Medaljörer
| Gren | Guld | Silver | Brons |
| Lag  | Ryssland Anastasia Davydova Anastasia Jermakova Maria Gromova Natalja Isjtjenko Elvira Chasianova Olga Kuzjela Svetlana Romasjina Jelena Ovtjinnikova Anna Sjorina | Spanien Alba María Cabello Raquel Corral Andrea Fuentes Gemma Mengual Thaïs Henríquez Laura López Gisela Morón Irina Rodríguez Paola Tirados | Kina Gu Beibei Huang Xuechen Jiang Tingting Jiang Wenwen Liu Ou Luo Xi Sun Qiuting Wang Na Zhang Xiaohuan |

## Resultat
| Placering | Land       | Simmare | Tekniskt | Fritt  | Totalt |
| --------- | ---------- | --- | -------- | ------ | ------ |
| 1         | Ryssland   | Anastasia Davydova, Anastasia Ermakova, Marija Gromova, Natalia Isjtjenko, Elvira Chasjanova, Olga Kuzjela, Svetlana Romasjina, Anna Sjorina, Jelena Ovtjinnikova | 49.500   | 50.000 | 99.500 |
| 2         | Spanien    | Alba María Cabello, Raquel Corral, Andrea Fuentes, Thaïs Henríquez, Laura López, Gemma Mengual, Irina Rodríguez, Paola Tirados, Gisela Morón                      | 48.917   | 49.334 | 98.251 |
| 3         | Kina       | Gu Beibei, Jiang Tingting, Jiang Wenwen, Liu Ou, Luo Xi, Sun Qiuting, Wang Na, Zhang Xiaohuan, Huang Xuechen                                                      | 48.584   | 48.750 | 97.334 |
| 4         | Kanada     | Marie-Pier Boudreau Gagnon, Jessika Dubuc, Marie-Pierre Gagné, Dominika Kopcik, Eve Lamoureux, Tracy Little, Élise Marcotte, Jennifer Song, Isabelle Rampling     | 47.584   | 48.084 | 95.668 |
| 5         | USA        | Brooke Abel, Janet Culp, Kate Hooven, Christina Jones, Andrea Nott, Annabelle Orme, Jill Penner, Kim Probst, Becky Kim                                            | 47.584   | 47.750 | 95.334 |
| 5         | Japan      | Ai Aoki, Saho Harada, Naoko Kawashima, Hiromi Kobayashi, Erika Komura, Ayako Matsumura, Emiko Suzuki, Masako Tachibana, Yumiko Ishiguro                           | 48.167   | 47.167 | 95.334 |
| 7         | Australien | Eloise Amberger, Coral Bentley, Sarah Bombell, Myriam Glez, Erika Leal-Ramirez, Tarren Otte, Samantha Reid, Bethany Walsh, Tamika Domrow                          | 40.417   | 41.750 | 82.167 |
| 8         | Egypten    | Reem Abdalazem, Aziza Abdelfattah, Hagar Badran, Dalia El Gebaly, Shaza El-Sayed, Youmna Khallaf, Mai Mohamed, Nouran Saleh, Lamyaa Badawi                        | 39.750   | 41.083 | 80.833 |